# Sicale jaune
Sicalis lutea
Espèce
Statut de conservation UICN

 LC  : Préoccupation mineure
Le Sicale jaune (Sicalis lutea) est une espèce de passereaux appartenant à la famille des Thraupidae.

## Habitat
On le trouve en Argentine, en Bolivie et au Pérou. Son habitat naturel sont les prairies subtropicales ou tropicales de haute altitude.

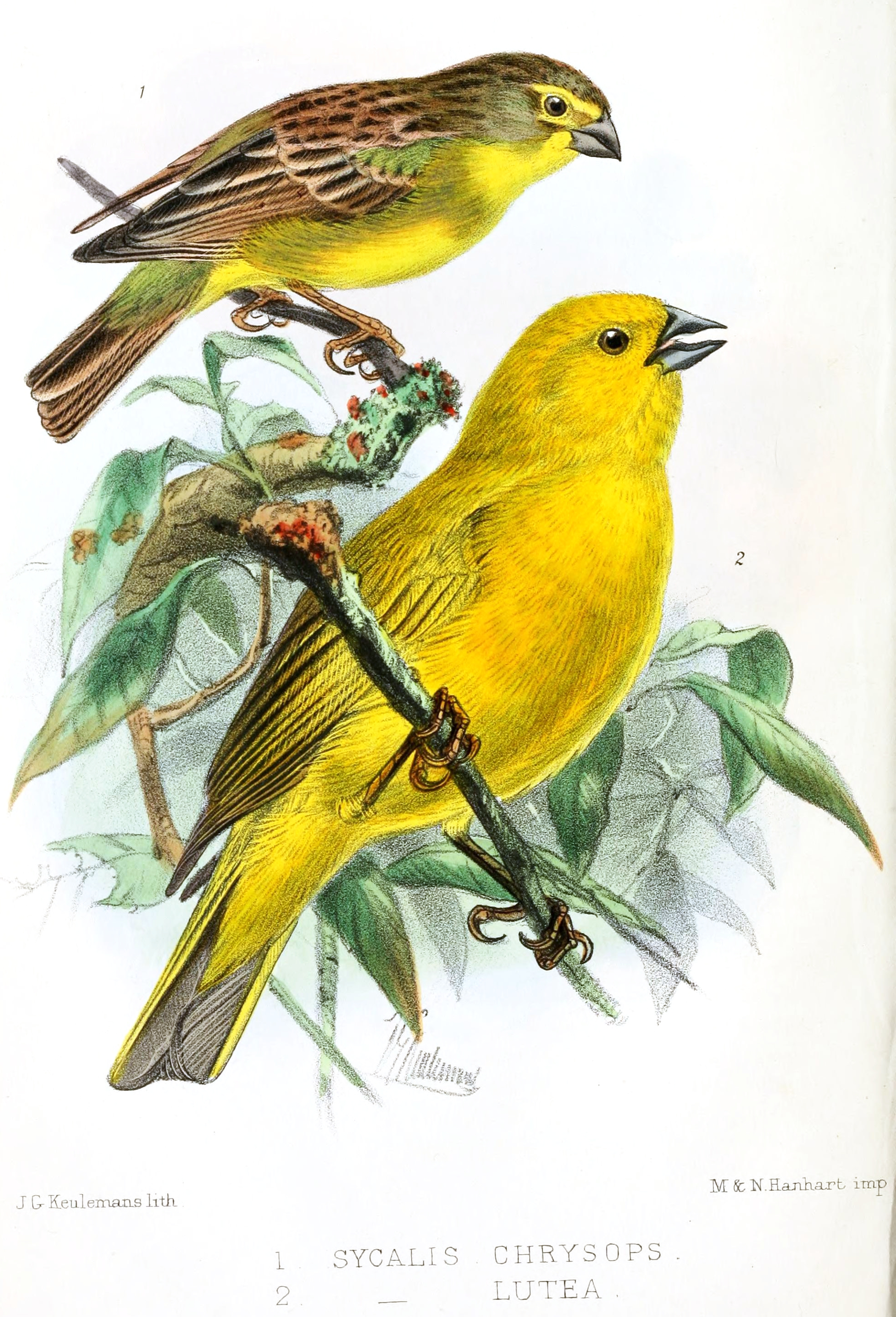
Dessin par Keulemans